# Vireo sclateri
El verdillo de tepuí (Vireo sclateri), también denominado verderón de los Tepuis (en Venezuela) o vireillo tepuí, es una especie de ave paseriforme, de la familia Vireonidae perteneciente al numeroso género Vireo (antes colocada en Hylophilus). Es nativa de la región de los tepuyes del norte de América del Sur. 

## Distribución y hábitat
Se distribuye en el sur de Venezuela (Bolívar, Amazonas), suroeste de Guyana y extremo norte de Brasil (Roraima); recientemente registrado en el centro de Surinam (Tafelberg).
Esta especie es considerada bastante común en su hábitat natural: la canopia y los bordes de selvas húmedas montanas entre los 600 y 2000 m de altitud.

## Sistemática

### Descripción original
La especie V. sclateri fue descrita por primera vez por los ornitólogos británicos Osbert Salvin y Frederick DuCane Godman en 1883 bajo el nombre científico Hylophilus sclateri; la localidad tipo es: «Roraima, Guayana británica; error = Venezuela».

### Taxonomía
Es monotípica.
Los estudios de Slager et al. (2014) produjeron una extensa filogenia de la familia Vireonidae y demostraron que el género Hylophilus era polifilético, compuesto de 4 clados dentro de la familia Vireonidae.  Slager y Klicka (2014) establecieron la necesidad de cuatro géneros para reflejar esta diversidad. Uno de estos clados contiene exclusivamente a la presente especie, los datos la colocan integrada dentro del género Vireo, hermanada al complejo Vireo gilvus y filogenéticamente distante de otros Hylophilus. La Propuesta N° 655 al Comité de Clasificación de Sudamérica (SACC) aprobó la transferencia bajo el nombre de Vireo sclateri. El cambio taxonómico fue adoptado por las principales clasificaciones.